# Experiment de Melde

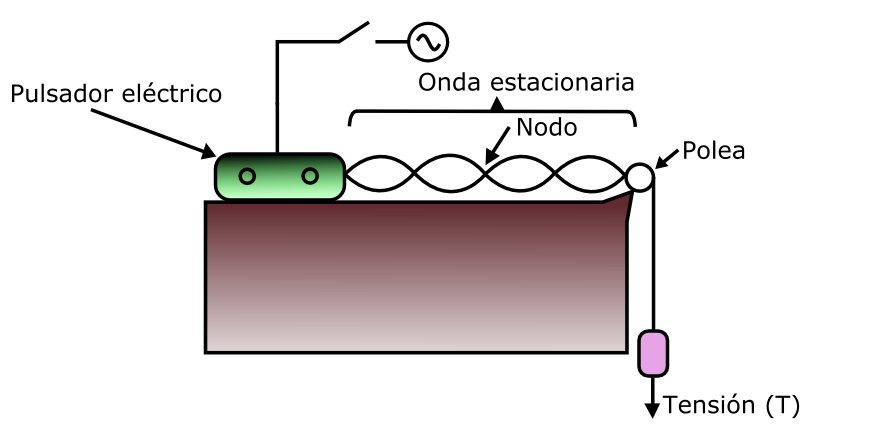
Model de l'experiment de Melde: un polsador elèctric, unit a un cable, condueix a una politja que subjecta una massa que causa tensió; cada node és propi de l'ona estacionària.

L'experiment de Melde és un experiment científic realitzat pel físic alemany Franz Melde sobre les ones estacionàries produïdes en un cable tens unit a un polsador elèctric. Aquest experiment pogué demostrar que les ones mecàniques experimenten fenòmens d'interferència. Ones mecàniques viatjant en sentit contrari formen punts immòbils, denominats nodes. Aquestes ones foren denominades estacionàries per Melde car la posició dels nodes i els ventres (punts de vibració) roman estàtica.

## Història
Els fenòmens ondulatoris a la natura han sigut investigats durant segles, sent alguns d'ells alguns dels temes més controvertits de la història de la ciència, tal és el cas de la naturalesa ondulatòria de la llum. La llum havia sigut descrita per Isaac Newton al segle xvii per mitjà d'una teoria corpuscular. Posteriorment el físic anglès Thomas Young, contrastà les teories de Newton, al segle xviii, i establí les bases científiques que sustenten les teories sobre les ones. A finals del segle xix, a l'auge de la segona revolució industrial, l'entrada de l'electricitat com tecnologia de l'època brindà una nova aportació a les teories sobre les ones. Aquest avenç permeté a Franz Melde reconèixer el fenomen d'interferència de les ones i la formació de les ones estacionàries. Més tard, al segle xix, el físic anglès James Clerk Maxwell, en els seus estudis de la naturalesa ondulatòria de la llum, pogué expressar en un llenguatge matemàtic les ones i l'espectre electromagnètic.

## Principi

Ones estacionàries, cada punt immòbil representa un node.

Les ones transversals mecàniques produïdes en una corda impulsades per un vibrador elèctric, viatgen a una politja que condueix a l'altre extrem d'aquest, on es produeix una determinada diferència de potencial sobre el cable. En trobar-se ambdues ones viatjant en sentits oposats es produeix un fenomen d'interferència d'ones. En tensar-se adequadament la corda, mantenint la distància entre el polsador elèctric i la politja, es produeixen ones estacionàries, en què existeixen punts de la seva trajectòria denominats nodes que romanen immòbils.

## Anàlisi teòrica
El principi que Melde utilitzà en el seu experiment considerà la suposició que una corda té un pes negligible. Franz establí que a causa de la curvatura del cable, les forces en realitat no són directament oposades.
Melde suposà dues situacions que es produïen als eixos x i i. Suggerí que a l'eix x no hi ha desplaçament de la porció de la corda i establí la següent relació:
{\displaystyle T'_{x}=T_{x}\,}
A l'eix i, tanmateix, descompongué vectorialment les forces en funció de l'angle produït per les mateixes al costat de la curvatura, obtenint aquestes relacions:
{\displaystyle T'_{y}=Tsen\alpha '\,}
{\displaystyle T'_{y}=-Tsen\alpha \,}

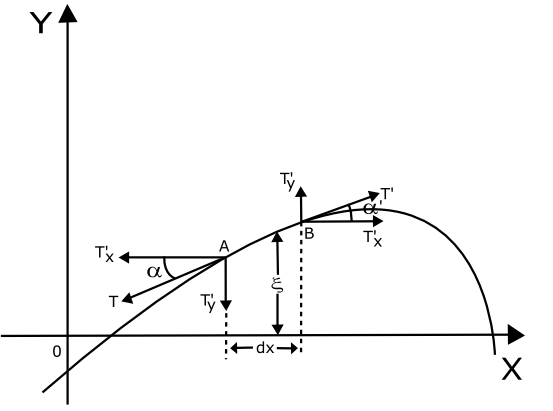
Esquema de l'experiment de Melde mostrant un cable i la descomposició vectorial de les forces actuants sobre ell.

Franz establí que la força resultant a la porció {\displaystyle {\overline {AB}}\,} és:
{\displaystyle F_{y}=T(sen\alpha '-sen\alpha )\,} ;
tanmateix Melde suggerí que aquests angles poden ser petits en l'anàlisi per la qual cosa reformulà l'expressió anterior en termes de la tangent de l'angle.
{\displaystyle F_{y}=T(tg\alpha '-tg\alpha )\,}
A partir d'una anàlisi matemàtica d'aquesta equació, Franz establí que es produïa un canvi en l'angle a mesura que l'ona continuava amb el seu recorregut per la qual cosa establí:
{\displaystyle F_{y}=T\Delta (tg\alpha )\,}
Melde reformulà aquesta última expressió basant-se en termes de diferencials per obtenir una aproximació més precisa propera a casos reals.
{\displaystyle F_{y}=T{\partial  \over \partial x}tg(\alpha )dx\,}
Melde canvià el paràmetre de l'angle basant-se en la seva dependència funcional respecte a la posició i el temps. Per la qual cosa establí que la tangent de l'angle dependria del diferèncial d'una alçada {\displaystyle \xi \,} respecte al diferèncial de la posició {\displaystyle x\,}.
{\displaystyle tg\alpha \rightarrow f(x,t)\,}
{\displaystyle tg\alpha ={\partial \xi  \over \partial x}\,}
Mitjançant el càlcul diferèncial, Franz Melde establí que la força depenia de la tensió i de la diferèncial parcial de segon ordre de l'alçada de l'ona {\displaystyle \xi \,} respecte a la posició.
{\displaystyle F_{y}=T{\partial ^{2}\xi  \over \partial x^{2}}dx\,}
Basant-se en la segona llei de Newton de la mecànica clàssica, Melde introduí el paràmetre de la densitat lineal i formulà aquesta equació:
{\displaystyle \rho dx{\partial ^{2}\xi  \over \partial t^{2}}=T{\partial ^{2}\xi  \over \partial x^{2}}dx\,}, que resolent s'obté,
{\displaystyle {\partial ^{2}\xi  \over \partial t^{2}}={T \over \rho }{\partial ^{2}\xi  \over \partial x^{2}}\,}
Melde comparà aquesta última expressió amb la definició de la velocitat basant-se en diferèncials del càlcul de Newton i mitjançant un ajustament establí la dependència de la velocitat de l'ona estacionària respecte a la tensió aplicada i la densitat lineal.
{\displaystyle {\partial ^{2}\xi  \over \partial t^{2}}={T \over \rho }{\partial ^{2}\xi  \over \partial x^{2}}\,}
{\displaystyle {\partial ^{2}\xi  \over \partial t^{2}}=v^{2}{\partial ^{2}\xi  \over \partial x^{2}}\,}
{\displaystyle v={\sqrt {T \over \rho }}\,}
Finalment, l'última equació la denominà velocitat de l'ona estacionària, i basant-se en càlculs algebraics establí la velocitat en funció: de la freqüència {\displaystyle \nu \,}, de la longitud d'ona {\displaystyle \lambda \,} i de la tensió aplicada sobre el cable que serveix de mitjà de conducció de l'ona.
{\displaystyle v=\nu \lambda \,}
{\displaystyle T=\rho \nu ^{2}\lambda ^{2}\,}

## Demostració experimental
En les condicions existents a l'interior d'un laboratori és possible reproduir l'experiment de Melde i confirmar el que es pogué demostrar al segle xix. El corrent elèctric domèstic té una freqüència de 60 Hz. Un observador agut podria predir que aquesta és la mateixa freqüència que experimentarien les ones estacionàries. Tanmateix, Melde correctament suposà que aquestes ones pateixen una interferència al moment de trobar-se quan ambdues viatgen en dos sentits, per la qual cosa aquesta freqüència inicial és alterada gairebé al doble.
Un exemple d'aquest experiment fou realitzat als laboratoris de Física de la UNMSM, l'any 2006. I els resultats observats foren els següents.
| Quantitat de crestes produïdes | Tensió (N) | Longitud d'ona {\displaystyle \lambda \,}(m) | Longitud d'ona elevada al quadrat {\displaystyle \lambda ^{2}\,}(m²) |
| ------------------------------ | ---------- | -------------------------------------------- | -------------------------------------------------------------------- |
| 3                              | 4,89       | 1,17                                         | 1,37                                                                 |
| 4                              | 2,93       | 0,94                                         | 0,88                                                                 |
| 5                              | 1,46       | 0,72                                         | 0,52                                                                 |
| 6                              | 0,68       | 0,6                                          | 0,36                                                                 |
| 7                              | 0,48       | 0,52                                         | 0,27                                                                 |
| 8                              | 0,20       | 0,47                                         | 0,22                                                                 |

El terme de la densitat lineal que s'utilitzà en l'experiment fou de {\displaystyle 2,84\times 10^{-4}{kg \over m}}.

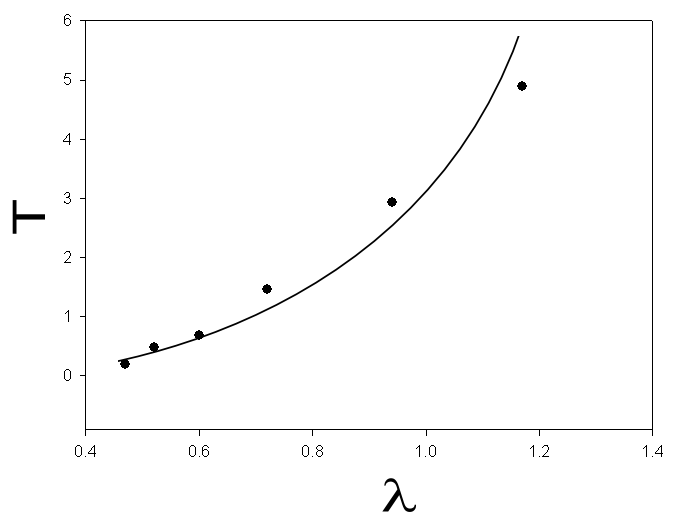
Gràfica de la dependència de tensió d'ona, la distribució projectada és de naturalesa quadràtica.

### Anàlisi gràfica
Una forma molt útil que s'utilitzà durant estudi de les ones estacionàries per Melde fou l'anàlisi de les gràfiques que es produeixen en enregistrar les dades. Com que les rectes o corbes obtingudes en una gràfica poden predir el comportament d'un fenomen, aquest fou el mètode que s'utilitzà per conèixer la freqüència de les ones oscil·latòries.

#### Dependència de tensió-longitud d'ona
La gràfica produïda en la distribució de les dades de tensió respecte a la longitud d'ona és similar a una paràbola. Melde pogué demostrar que la relació existent entre la diferència de potencial i la longitud d'ona és de naturalesa quadràtica. D'aquesta manera establí que així es presenta el comportament de la freqüència en les ones estacionàries.

#### Dependència de tensió-longitud d'ona al quadrat
Les corbes i traços són molt útils per poder reconèixer el comportament d'un fenomen de la naturalesa, però els científics prefereixen emprar exclusivament les rectes en la predicció d'un fenomen, ja que és possible predir quina o quin punt, serà el que vindrà. Un exemple d'això fou la interpretació de la recta a partir de la corba que obtingueren els científics Leonor Michaelis i Maud Menten a la dècada del 1910 quan estudiaven la cinètica enzimàtica.

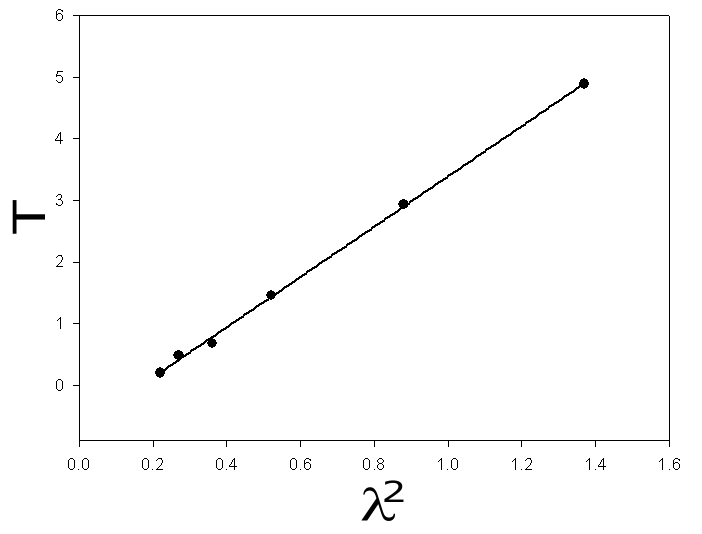
Gràfica de la funció lineal produïda de la distribució de la tensió respecte al quadrat de la longitud d'ona.

Melde trobà que, mitjançant el mètode d'aproximació de mínims quadrats aplicat a la distribució de funció lineal de la tensió-longitud d'ona, era possible conèixer i predir mitjançant el pendent d'aquella recta el valor de la freqüència. En el pendent ja estaven inclosos de forma estadística, els fenòmens produïts per la tensió aplicada al cable i les ones provocades pel polsador elèctric, en conseqüència, una descripció matemàtica de tot el fenomen; el mateix que ell pogué predir en els seus càlculs teòrics.

### Freqüència de les ones estacionàries
En ser emprada l'aproximació de mínims quadrats en l'experiment de Melde basant-se en les dades proporcionades per les longitud d'ona i la tensió, es pot establir que l'equació de la recta que governa aquest model per aquest cas específic és la següent:
{\displaystyle f(x)=4.0826x-0.6898\,}
Com el valor que acompanya la variable {\displaystyle x\,} representa el valor del pendent d'una recta, que en aquest cas no passa per l'origen del sistema de coordenades, és possible conèixer la freqüència de l'ona a partir de la relació que predigué Melde basant-se en el càlcul diferèncial.
Si la relació tensió i longitud d'ona al quadrat expressada pel pendent de la recta és;
{\displaystyle m={T \over \lambda ^{2}}}
{\displaystyle T=\lambda ^{2}m\,}
aleshores, reemplaçada a la relació de Melde
{\displaystyle \nu ={1 \over \lambda }{\sqrt {T \over \rho }}}
és possible reformular l'expressió de Melde basant-se en el pendent d'una recta (m) obtinguda mitjançant l'ajustament de mínims quadrats.
{\displaystyle \nu ={\sqrt {m \over \rho }}}
Per tant, es pot conèixer la freqüència d'una ona estacionària en l'experiment de Melde, coneixent el valor del pendent i del terme de la densitat lineal. Basant-se en aquests càlculs es pot predir el seu valor. (Respectant les unitats del Sistema internacional.)
No s'ha pogut entendre (error de sintaxi): {\displaystyle \nu=\sqrt{4.0826 kg {m \over s^{2}}\over 2.84 \times 10^{-4} {kg \over m}}=119.897 Hz}

Amb aquest resultat queda demostrat que Melde tenia raó en sospitar que la freqüència es veu alterada quan es produeix el fenomen de la interferència d'ones. A més aquest valor és gairebé el doble de la freqüència del corrent elèctric domèstic.

## Influència actual de l'experiment de Melde
Tot i que l'experiment de Melde permeté el reconeixement i estudi de les ones estacionàries, no es limità a aquest camp. Les ones estacionàries són un fenomen amb implicacions molt importants en el camp de l'acústica i el fenomen de la reflexió i interferència constructiva de les ones.

### Sonar

Ones estacionàries produïdes en trobar-se dos polsos sònics.

El sonar (acrònim de Sound Navigation And Ranging) és, bàsicament, un sistema de navegació i localització similar al radar però que, en lloc d'emetre senyals de ràdio, emet impulsos ultrasònics. El transmissor emet un feix d'impulsos ultrasònics a través de l'emissor. Quan topen amb un objecte, els impulsos es reflecteixen i formen un senyal d'eco (ona estacionària) que és captada pel receptor.
Alguns animals tenen un sonar natural com és el cas dels dofins. L'utilitzen per orientar-se en aigües tèrboles i caçar amb seguretat. Els ratpenats l'utilitzen per orientar-se i caçar a la foscor, emetent vibracions ultrasòniques curtes que es reflecteixen a les parets de l'habitació o lloc en què es trobin, o a la seva presa. Tot i que els animals no tenen un sistema instrumental que permeti localitzar els nodes o antinodes, els seus òrgans biològics poden distingir les ones estacionàries i així guiar-se durant la nit o a la profunditat del mar.

### Ecografia

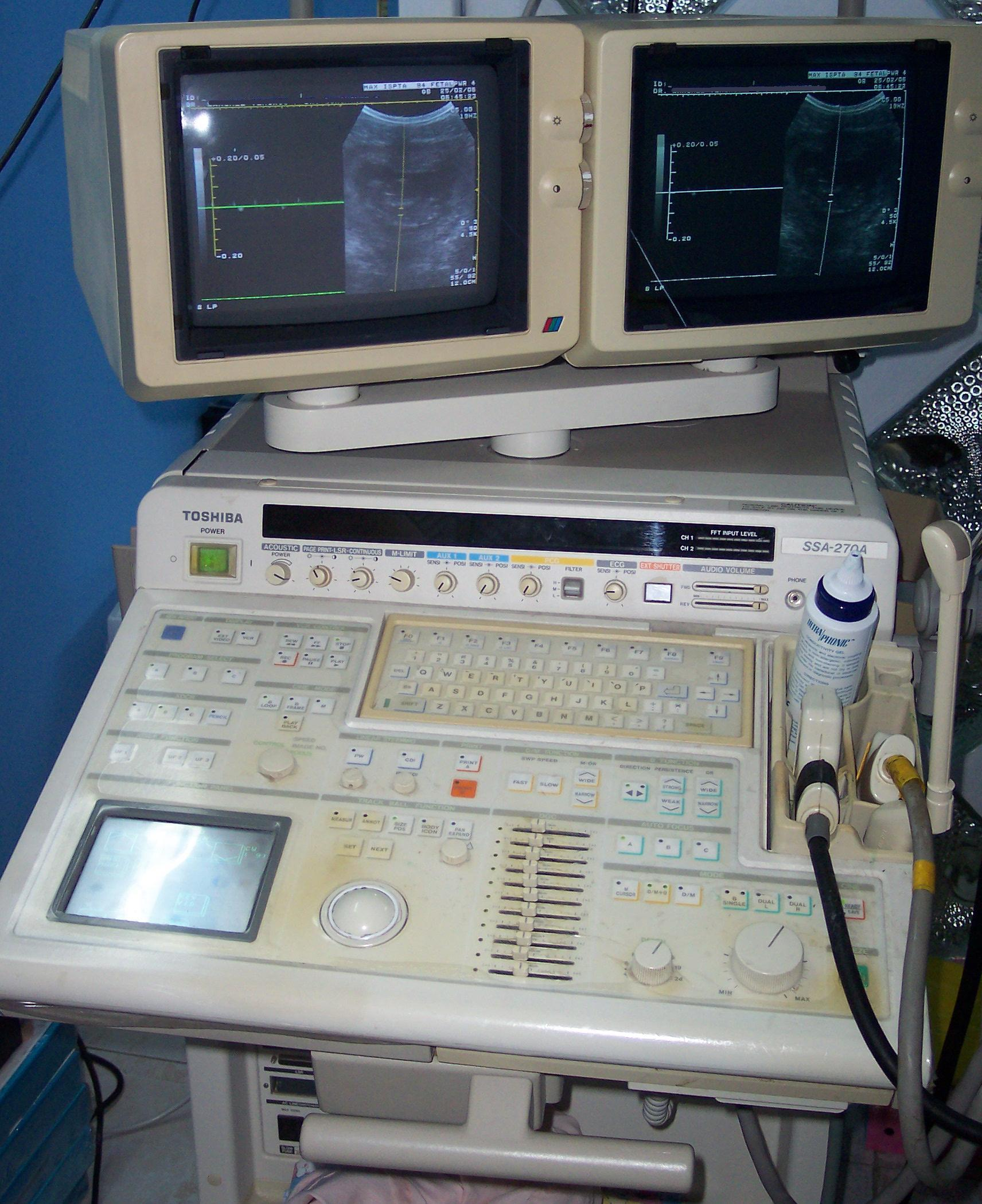
Tauler d'un aparell d'ecografia, a la pantalla es pot distingir un fetus.

L'ecografia és un procediment de radiologia que empra els ecos d'una emissió d'ultrasons dirigida sobre un cos o objecte com font de dades per formar una imatge dels òrgans o masses internes amb fins de diagnòstic. Un petit instrument similar a un micròfon anomenat transductor emet ones d'ultrasons. Aquestes ones sonores d'alta freqüència es transmeten cap a l'àrea del cos estudiada i es rep el seu eco. El transductor recull l'eco de les ones sonores (fenomen de les ones estacionàries) i una ordinador converteix aquest eco en una imatge que apareix a la pantalla de l'ordinador.
L'ecografia és un procediment molt senzill, en el qual no s'empra radiació, i no es limita al camp de l'obstetrícia, també pot detectar tumors al fetge, vesícula biliar, pàncrees i fins a l'interior de l'abdomen.

### Telecomunicacions
En realitzar-se una transmissió de televisió o una comunicació radial o telefònica, es produeixen les ones estacionàries. Les radiofreqüències de televisió, aparells de fax, telefonia mòbil, i transmissions per satèl·lit es produeixen al camp electromagnètic. La radiació electromagnètica és una combinació de camps elèctrics i magnètics oscil·lants i perpendiculars entre si que es propaguen a través de l'espai transportant energia d'un lloc a l'altre. Cada punt on ambdues ones es troben representa un node. Aquesta superposició d'ones genera un efecte d'ones estacionàries.

### Música

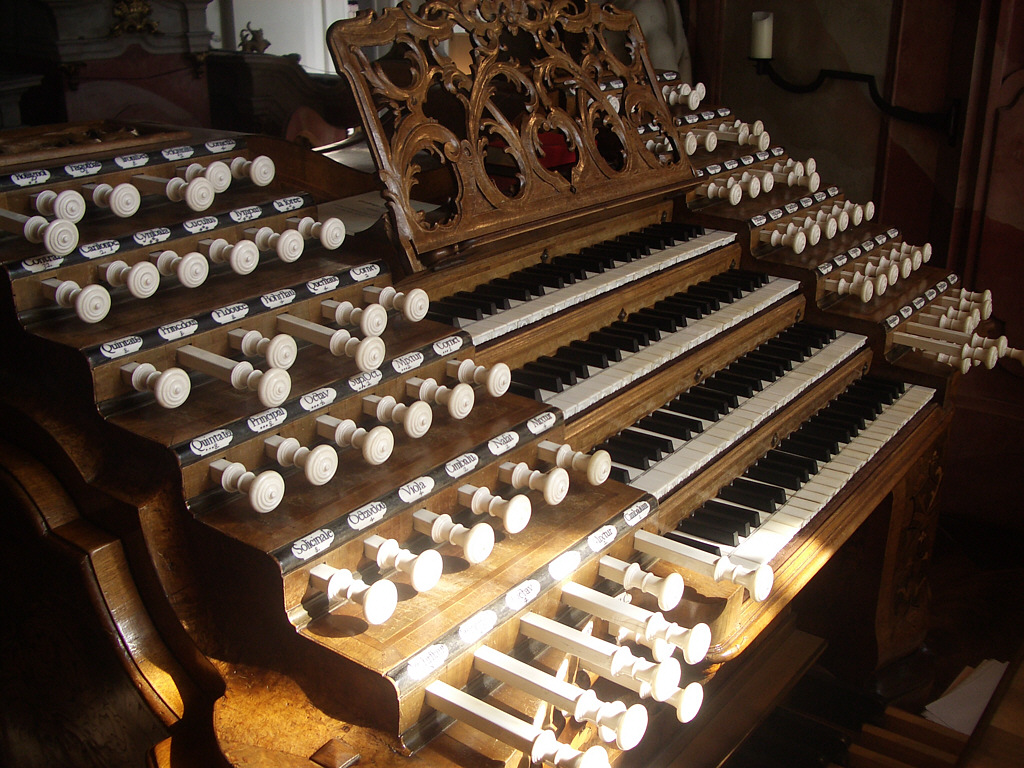
Teclado d'un orgue de la Basílica de Sant Martí a Alemanya: al costat de les tecles, es poden veure els interruptors del pas d'aire per cada tub.

Els tubs de canya o d'altres plantes de tronc buit constituïren els primers instruments musicals. Emetien so bufant-hi per un extrem. L'aire contingut al tub entrava en vibració emetent un so.
Les versions modernes d'aquests instruments de vent són les flautes. les trompetess i els clarinets, tots ells desenvolupats de forma que l'intèrpret produeixi moltes notes dins d'una àmplia gamma de freqüències acústiques.
A l'interior del tub d'un orgue, l'aire es transforma en un raig a la fenedura entre l'ànima (una placa transversal al tub) i el llavi inferior. El raig d'aire interacciona amb la columna d'aire continguda al tub. Les ones que es propaguen al llarg del corrent turbulent mantenen una oscil·lació uniforme, produint ones estacionàries a la columna d'aire, fent que el tub soni.